# 1904
| 1904                                                                     |
| ------------------------------------------------------------------------ |
| Dødsfald - Fødsler                                                       |
| • Begivenheder • Film • Litteratur • Musik • Politik • Sport • Videnskab |

| Gregoriansk kalender | 1904 MCMIV              |
| Ab urbe condita      | 2657                    |
| Armensk kalender     | 1353 ԹՎ ՌՅԾԳ            |
| Kinesiske kalender   | 4600 – 4601 癸卯 – 甲辰 |
| Etiopisk kalender    | 1896 – 1897             |
| Jødisk kalender      | 5664 – 5665             |
| Hindukalendere       |                         |
| - Vikram Samvat      | 1959 – 1960             |
| - Shaka Samvat       | 1826 – 1827             |
| - Kali Yuga          | 5005 – 5006             |
| Iransk kalender      | 1282 – 1283             |
| Islamisk kalender    | 1322 – 1323             |

Konge i Danmark: Christian 9. 1863-1906
Se også 1904 (tal)

## Begivenheder

### Udateret
- Ententeaftalen mellem Storbritannien og Frankrig indgås.
- Russisk-japanske krig; Varer til 1905 – om interesser i Korea.
- Der indføres hjemmestyre på Island
- Harald Nyborg grundlægges.
- London Symphony Orchestra under ledelse af Hans Richter etableres.

### Januar
- 23. januar – Storbrand i Ålesund, Norge. 10.000 bliver hjemløse

### Februar
- 6. februar - den russisk-spanske krig begynder

### April
- 14. april - den første rullende trappe demonstreres på Verdensudstillingen i Paris
- 16. april - Kaptajn Peter Mærsk Møller stifter sammen med sin 28-årige søn, A.P. Møller, rederiet A/S Dampskibsselskabet Svendborg, som er starten på A.P. Møller-Mærsk A/S
- 19. april - store dele af Toronto i Canada ødelægges under en storbrand

### Maj
- 4. maj - arbejdet på Panamakanalen indledes
- PS General Slocum synker, efter at være brudt i brand d. 15. juni 1904 ved New York21. maj - FIFA, den internationale fodboldsammenslutning, stiftes i Paris

### Juni
- 15. juni - skibet PS General Slocum bryder i brand ved New York. 1021 mennesker mister livet
- 28. juni - dampskibet S/S Norge synker, efter påsejling af den lille klippeø Rockall 500 km vest for den skotske kyst. 635 omkom

### August
- 7. august - Ribe Domkirke bliver genindviet med stor fest og kongelig deltagelse
- 18. august - de danske torpedobåde Havhesten og Strøren kolliderer i Musholmbugten. Havhesten synker - men bliver bjerget. Alle overlever ulykken

### September
- 1. september - forfatteren Helen Keller, døv og blind fra fødslen, består eksamen på Radcliffe College med hæder
- 15. september - Kong Peter 1. krones i Serbien
- 17. september - Kosmorama, Danmarks første biograf, åbner på Østergade i København.
- 23. september - Peter 1. krones til konge af Kongeriget Serbien

### Oktober
- 20. oktober - Chile og Bolivia underskriver en freds- og venskabstraktat, der nærmere fastlægger grænsen mellem de to lande, der var været omstridt siden Salpeterkrigen
- 27. oktober – I New York åbnes første del af undergrundsbanen

### December
- 3. december – Charles Dillon Perrine opdager Jupiter-månen Himalia.
- 6. december – Verdens første julemærke udsendes. Det sker i Danmark efter idé af postmester Einar Holbøll.
- 8. december - Konservativ Ungdom stiftes og bliver dermed Danmarks første politiske ungdomsorganisation.

## Født
- 8. januar – Peter Arno, amerikansk tegner (død 1968).
- 18. januar – Cary Grant, engelskfødt amerikansk skuespiller (død 1986).
- 10. februar – K. Axel Nielsen, dansk politiker (død 1994).
- 18. februar – Tove Bang, dansk skuespiller (død 1977).
- 20. februar –  Aleksej Kosygin, premierminister i USSR (død 1980).
- 1. marts – Glenn Miller, amerikansk orkesterleder og musiker (død 1944). – flyulykke
- 2. marts – Dr. Seuss, amerikansk forfatter (død 1991).
- 14. marts – Doris Eaton Travis, amerikansk skuespillerinde (død 2010).
- 16. marts – Thyge Thygesen, kgl. dansk kammersanger (død 1972).
- 23. marts – A.C. Normann, dansk politiker (død 1978).
- 25. marts – Kr. Hammer Sørensen, dansk kreditforeningsdirektør og gårdejer (død 1993).
- 26. marts – Leck Fischer, dansk forfatter (død 1956).
- 6. april – Kurt Georg Kiesinger, tysk politiker (død 1988).
- 8. april – John Hicks, engelsk økonom (død 1989).
- 14. april – John Gielgud, engelsk skuespiller (død 2000).
- 21. april – Sven Gyldmark, dansk film- og revykomponist (død 1981).
- 22. april – J. Robert Oppenheimer, forsker og leder i Manhattanprojektet (død 1967).
- 24. april – Willem de Kooning, amerikansk kunstmaler (død 1997).
- 6. maj – Hal Koch, dansk teolog og kirkehistoriker (død 1963).
- 11. maj – Salvador Dali, spansk maler (død 1989).
- 21. maj - Fats Waller, amerikansk musiker (død 1943).
- 9. juni – Mogens Fog, dansk rektor, minister og modstandsmand (død 1990).
- 12. juni – Erling Bloch, kgl. dansk kapelmusicus (død 1992).
- 5. juli – Ernst Mayr, tysk-amerikansk biolog (død 2005).
- 8. juli – Kaj Bundvad, dansk politiker (død 1976).
- 8. juli – Henri Paul Cartan, fransk matematiker (død 2008).
- 12. juli – Pablo Neruda, chilensk digter (død 1973).
- 10. august - Frankie Carbo, amerikansk lejemorder og boksepromotor (død 1976)
- 10. august – Eigil Reimers, dansk skuespiller (død 1976).
- 13. august – Alex Garff, dansk forfatter, oversætter og lektor (død 1977).
- 21. august – Count Basie, amerikansk jazzmusiker (død 1984).
- 22. august – Deng Xiaoping, kinesisk politiker (død 1997).
- 24. august - Georg Nørregård, dansk historiker og forfatter (død 1988)
- 5. september – Lili Heglund, dansk skuespiller og balletdanser (død 1992).
- 12. september – Flemming Juncker, dansk godsejer og modstandsmand (død 2002).
- 22. september – August Keil, dansk billedhugger (død 1973).
- 29. september – Greer Garson, amerikansk skuespillerinde (død 1996).
- 2. oktober – Graham Greene, engelsk forfatter (død 1991).
- 22. oktober – Jens Lillelund, dansk direktør og modstandsmand (død 1981).
- 22. oktober – Karen Lykkehus, dansk skuespiller (død 1992).
- 19. oktober – Else Marie Hansen, dansk skuespiller og operettesanger (død 2003).
- 21. november – Coleman Hawkins, amerikansk jazzmusiker (død 1969).
- 22. december – Minna Jørgensen, dansk skuespiller (død 1975).
- 26. december – Alejo Carpentier, cubansk forfatter (død 1980).
- 26. december – Sonja Rindom, dansk oversætter (død 2004).
- 30. december – Dmitrij Kabalevskij, russisk komponist (død 1987).

## Dødsfald
- 18. februar – Ludvig Clausen, dansk arkitekt (født 1851).
- 16. marts – Georg Morville, dansk jurist og iværksætter. (født 1817)
- 1. maj – Antonin Dvorák, tjekkisk komponist (født 1841).
- 10. maj – Henry Morton Stanley, britisk-amerikansk opdagelsesrejsende (født 1841).
- 2. juli – Anton Tjekhov, russisk forfatter af skuespil og noveller (født 1860).
- 3. juli – Theodor Herzl, zionistisk pioner og visionær (født 1860).
- 14. juli – Paul Kruger, tidl. præsident i Transvaal (født 1825).
- 4. september – Gustav Esmann, dansk dramatiker (født 1860). – myrdet
- 11. september – Eduard Hanslick, østrigsk musikkritiker (født 1825).
- 24. september – Niels Ryberg Finsen, dansk læge (født 1860).
- 5. oktober - Christoffel Bisschop, hollandsk maler (født 1828)
- 6. december – Johan Bartholdy, dansk komponist (født 1853).
- 19. december – J.B. Løffler, dansk arkitekt (født 1843).

## Nobelprisen
- Fysik – Baron Rayleigh (John William Strutt)
- Kemi – Sir William Ramsay
- Medicin – Ivan Petrovitj Pavlov
- Litteratur – Frédéric Mistral, José Echegaray y Eizaguirre
- Fred – Institut De Droit International (Gent, Belgien).

## Sport
- 4. maj - fodboldklubben FC Schalke 04 stiftes

- 21. maj - FIFA stiftes

- Sommer-OL afholdes i St. Louis, Missouri i USA.

## Musik
- 27. december - James Barries stykke Peter Pan har premiere i London

## Bøger
- 13. oktober Sigmund Freuds Fortolkning af drømme udgives.
- Henrik Pontoppidan: Den sidste del af Lykke-Per udkommer.
- Johannes V. Jensens prosadigtet Paa Memphis Station udgives i martsudgaven af Tilskueren.
- Johannes V. Jensens bog Skovene udkommer den 9. november.[1]
- Anden del af Johannes V. Jensens Himmerlandshistorier udgives som Nye Himmerlandshistorier.[2]